# Hôpital-Camfrout
Hôpital-Camfrout (bret. An Ospital) – miejscowość i gmina we Francji, w regionie Bretania, w departamencie Finistère.
Według danych na rok 1990 gminę zamieszkiwało 1505 osób, a gęstość zaludnienia wynosiła 114 osób/km² (wśród 1269 gmin Bretanii Hôpital-Camfrout plasuje się na 414. miejscu pod względem liczby ludności, natomiast pod względem powierzchni na miejscu 726.).